# Resurrection (fiume)
Il Resurrection (in inglese Resurrection River) è un fiume dell'Alaska situato nella penisola di Kenai vicino alla città di Seward.

## Etimologia
Nome locale riportato nel 1904 dal geografo Moffit del "US Geological Survey" (USGS).

## Dati fisici e percorso
Il fiume è lungo 35 km e si trova nel Borough della Penisola di Kenai (Alaska). Nasce nei pressi del lago Upper Russian (Upper Russian Lake) (ad una altitudine di circa 200 m s.l.m.) situato nei monti Kenai e sfocia nella baia Resurrection Bay a pochi chilometri dalla località Seward. Poco prima dello sbocco sul mare attraversa il ponte sull'autostrada Seward che collega Anchorage con Seward. Il percorso del fiume divide due aree protette: nord la Foresta nazionale di Chugach, a sud il Parco nazionale dei Fiordi di Kenai.
Lungo il percorso raccoglie le acque di scioglimento del ghiacciaio Exit, uno dei più frequentati turisticamente. Altri affluenti sono: Summit Creek, Moose Creek, Boulder Creek, Placer Creek, Redman Creek, Martin Creek e Salmon Creek.

### Monti ai lati del fiume
I seguenti monti sono tutti appartenenti al gruppo dei monti Kenai:
| Nome del monte     | Altezza (m s.l.m.) | Coordinate             | Ubicazione del monte           |
| ------------------ | ------------------ | ---------------------- | ------------------------------ |
| Resurrection Peaks | 1.077              | 60°12′05″N 149°28′17″W | 4 km a nord (vicino alla foce) |
| Mount Benson       | 1.092              | 60°08′38″N 149°29′18″W | 3 km a sud (vicino alla foce)  |

## Pesca
Nella parte bassa del fiume è consentita la pesca del salmone. In particolare in agosto è presente il salmone argentato (Coho salmon). Altri salmoni presenti nel fiume sono: il salmone reale (Chinook salmon) e il salmone rosso (Sockeye salmon).

## Alcune immagini del fiume Resurrection

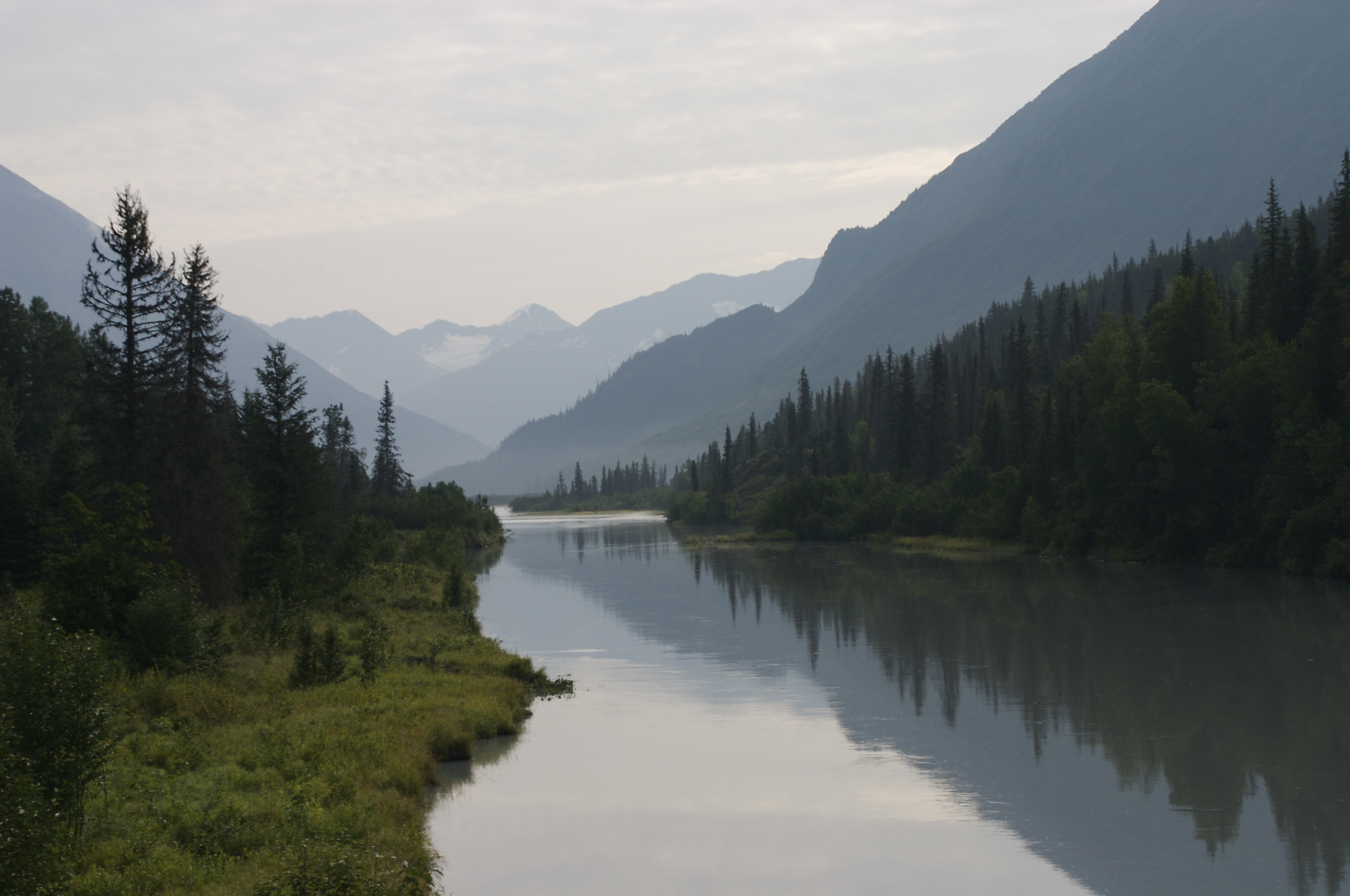
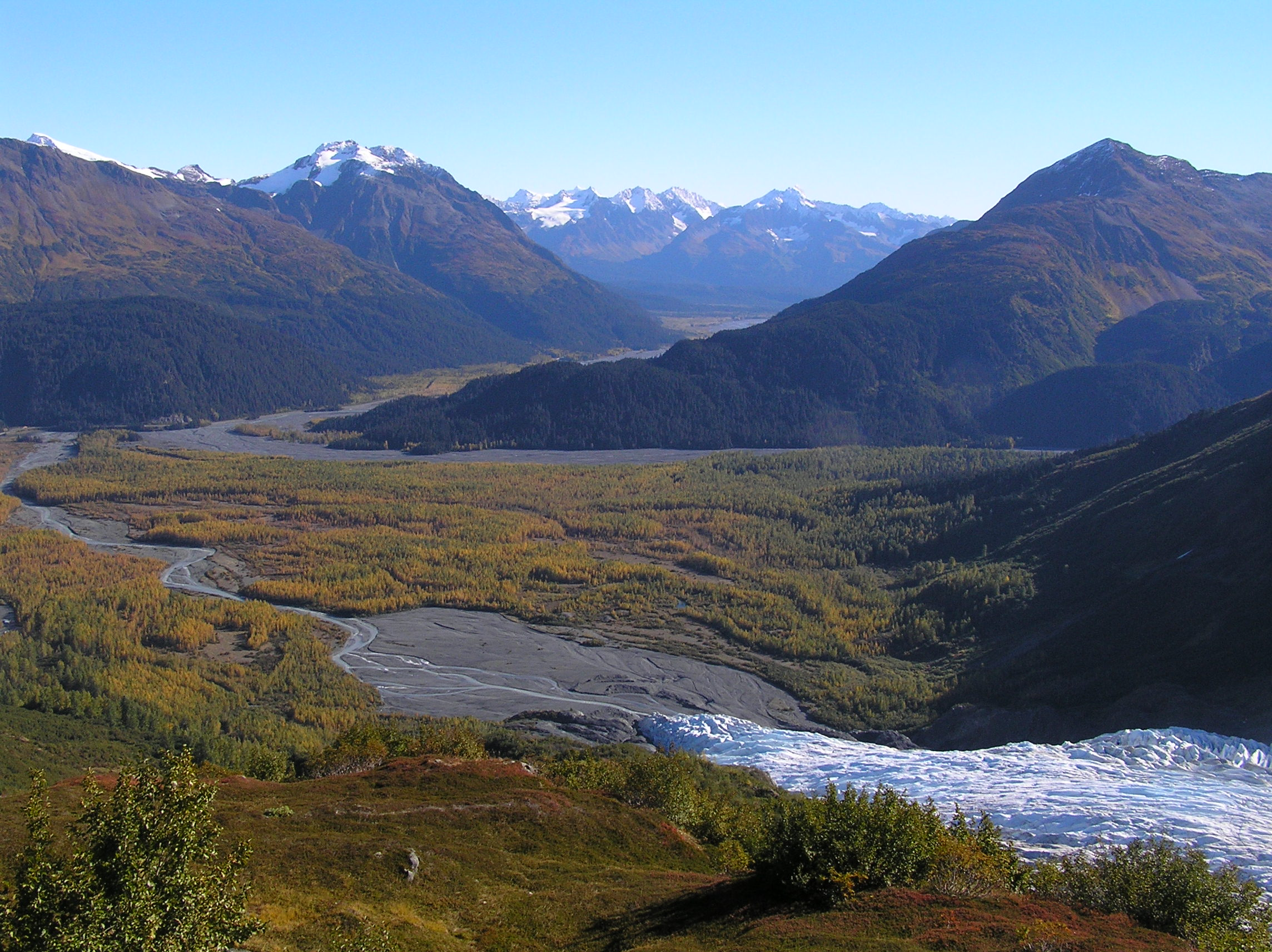
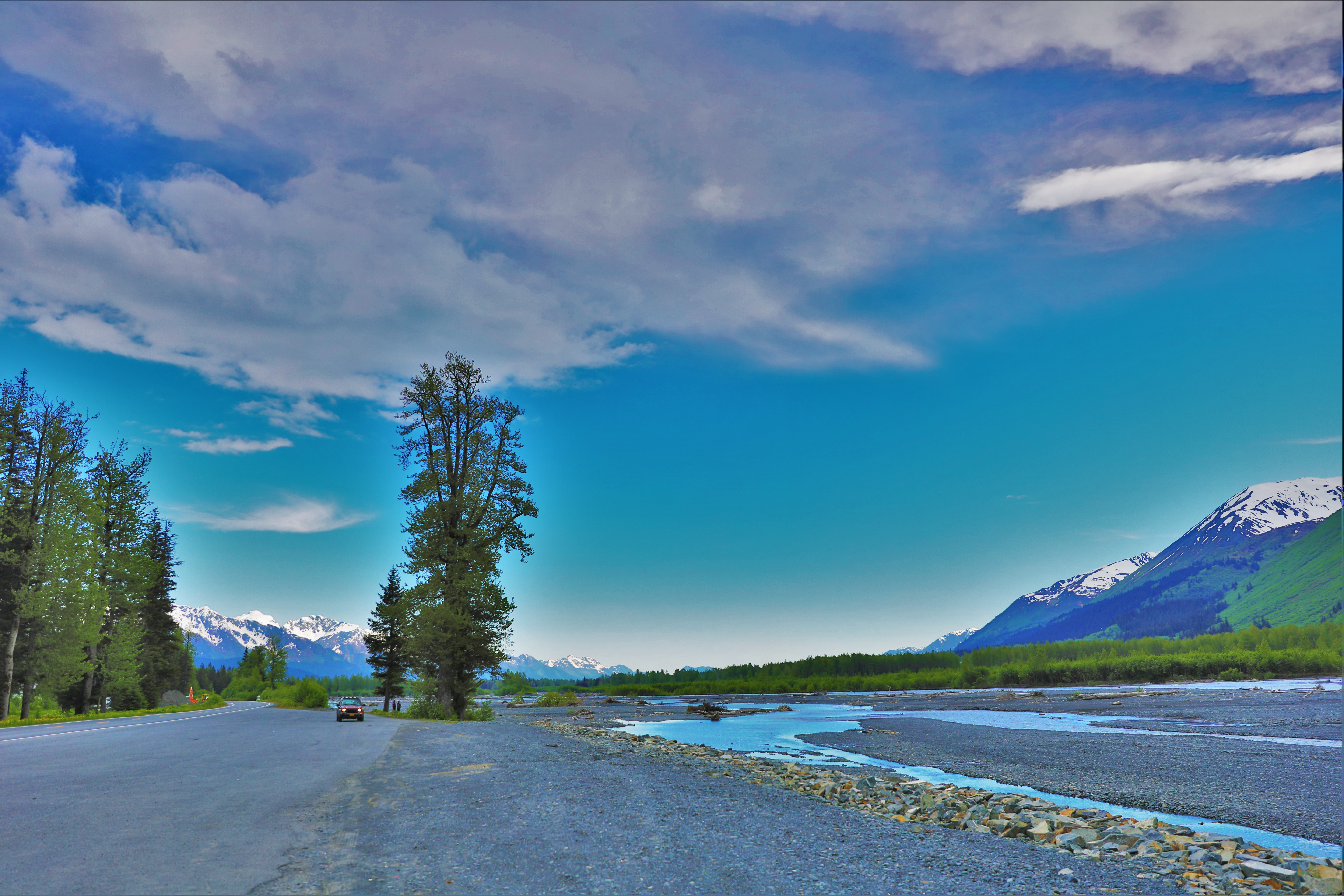
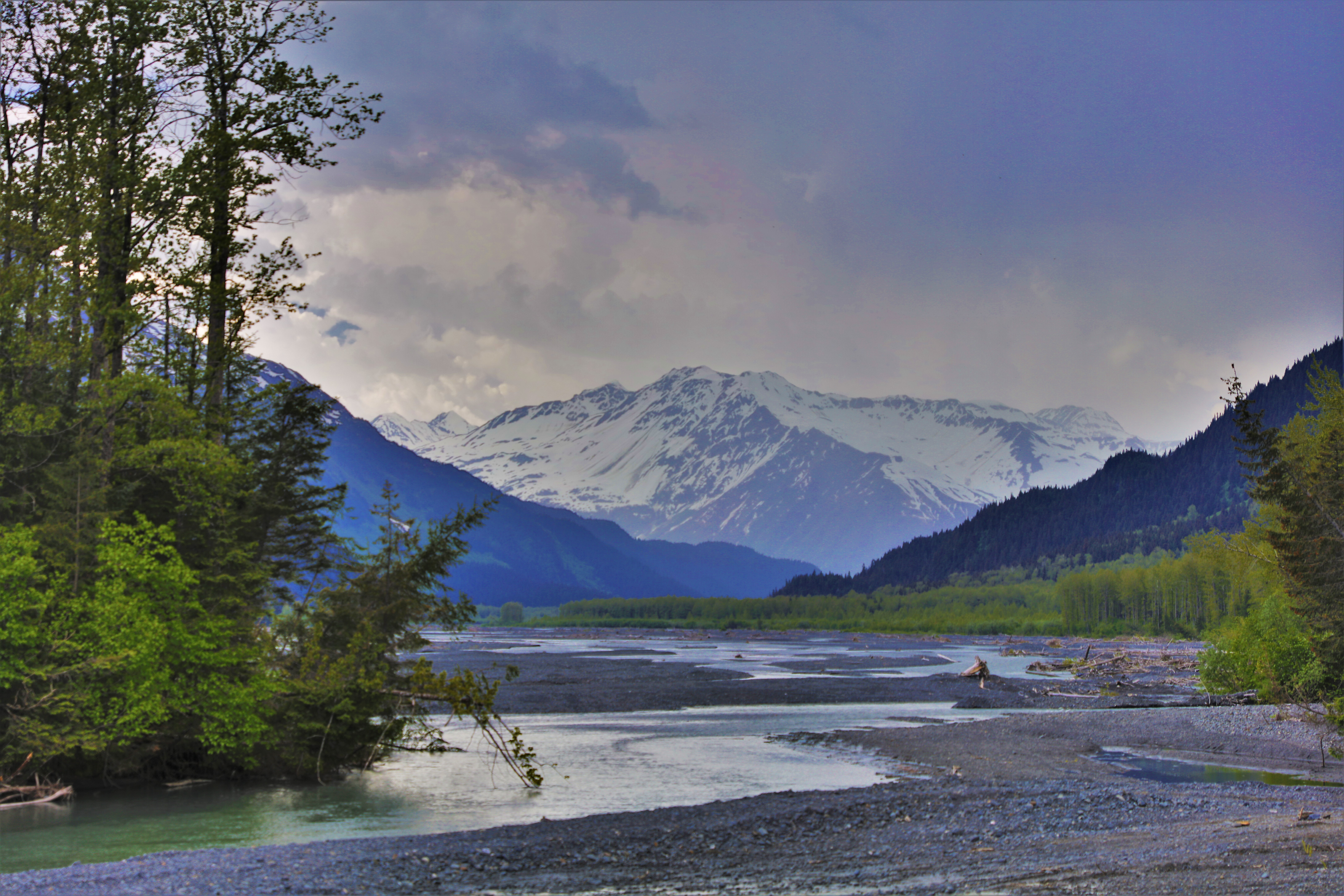